# Matra Hachette ALICE
Matra Hachette ALICE (ALICE) је кућни рачунар, производ фирме Matra Hachette који је почео да се израђује у Француској током 1983. године.
Користио је Motorola 6803 (прелаз између 6800 и) 6809 као централни микропроцесор а RAM меморија рачунара ALICE је имала капацитет од 4 kb, гдје је 3 kb остављено за корисника. 

## Детаљни подаци
Детаљнији подаци о рачунару ALICE су дати у табели испод.
|                       |                                         |
| [ 1 ]                 |                                         |
| Произвођач            |                                         |
| Тип                   | кућни рачунар                           |
| Меморија              | Alice 4k: 4 , 3 остављено за корисника  |
| Поријекло             | Француска                               |
| Година                | 1983                                    |
| Тастатура             | AZERTY, chicklet тастатура              |
| Процесор              | 6803                                    |
| Фреквенција процесора | 0,89                                    |
| RAM                   | Alice 4k : 4 , 3 остављено за корисника |
| ROM                   | Alice 4k : 8                            |
| Текст                 | Alice 4k : 32 x 16                      |
| Графика               | Alice 4k : 64 x 32                      |
| Боја                  | Alice 4k : 9                            |
| Звук                  | 1 channel                               |
| Димензије             | 51 x 216 x 178 / 850 грама              |
| Портови               |                                         |
| Оперативни систем     | [[]]                                    |